# جيمي يونغ (ملاكم)
جيمي يونغ (بالإنجليزية: Jimmy Young)‏ (مواليد 16 نوفمبر 1948 - الوفاة 20 فبراير 2005) كان ملاكم أمريكي سابق صنّف ضمن فئة الوزن الثقيل.

## إحصائيات
خاض خلال مسيرته 56 نزالا، فاز في 34 وتعادل في 2 وخسر في 19. فاز بالضربة القاضية في 11 نزالا.

## روابط خارجية
- جيمي يونغ على موقع بوكس ريك (الإنجليزية) (registration required)